# 玉米筍

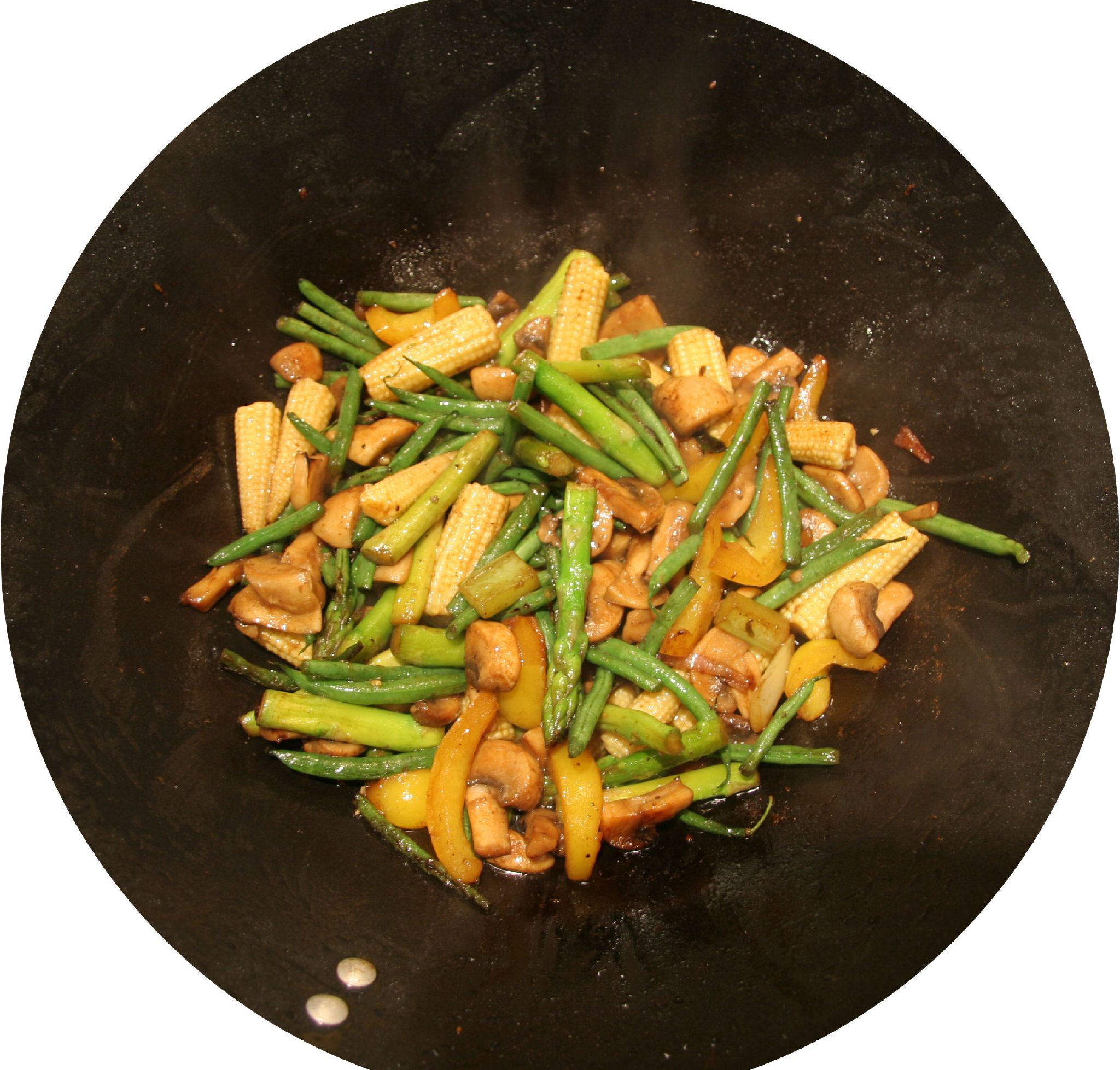
炒玉米筍

玉米筍，又稱小玉米、珍珠筍、玉黍蜀，是玉米在吐絲授粉前的幼嫩果穗，因外形細長，上尖下粗，類似竹筍，故被稱為玉米筍。一般是將玉米筍中的玉米及軟的玉米秆一起吃。若玉米成熟後，玉米秆太硬無法供人類食用。玉米筍可生食也可熟食，玉米筍常見於亞洲料理，在泰國料理書中稱為蠟燭玉米（candle corn）。

## 生產方式
有二種生產玉米筍的方式，一種將玉米筍視為主要作物，另一種則是作為種植甜玉米或飼料玉米的副產品。第一種方式是選取一種改良品種的種子，只為採收玉米筍而種植（有許多適合的品種，尤其是一秼會結成多穗玉米筍的品種）。第二種方式則是種植甜玉米或飼料玉米，讓最上面的一穗繼續成長，第二穗在玉米筍時即可採收。
玉米筍只要開始要吐絲，就立刻要手工採收。玉米很快就會成熟，因此若太晚採收，可能最後收成的是已成熟、玉米秆堅硬無法食用的玉米。玉米筍多半長約4.5至10（1.8—3.9英寸），直徑為7至17（0.28—0.67英寸）。

## 外部連結
- What is Baby Corn? Pamphlet （页面存档备份，存于） From Washington State University
- Expanded publication （页面存档备份，存于） From Washington State University